# الاتفاقية بشأن خفض حالات انعدام الجنسية
| الاتفاقية بشأن خفض حالات انعدام الجنسية | الاتفاقية بشأن خفض حالات انعدام الجنسية           |
| --------------------------------------- | ------------------------------------------------- |
| التوقيع                                 | في 30 آب/أغسطس 1961                               |
| المكان                                  | مدينة نيويورك                                     |
| تاريخ بدء التنفيذ                       | 13 كانون الأول/ديسمبر 1975                        |
| الشرط                                   | 6 مصادقات                                         |
| الموقعون                                | 5                                                 |
| الأطراف                                 | 67                                                |
| المودع لديه                             | الأمين العام للأمم المتحدة                        |
| اللغات                                  | الصينية والإنكليزية والفرنسية والروسية والاسبانية |

إنّ الاتفاقية بشأن خفض حالات انعدام الجنسية إحدى معاهدات الأمم المتحدة المتعددة الأطراف التي أُبرمت عام 1961 تجمع بموجبها الدول السيادية على خفض حالات انعدام الجنسية. في بادئ الأمر، كان مقررًا أن تشكّل الاتفاقية بروتوكولًا للاتفاقية الخاصة بوضع اللاجئين، فيما اعتُمدت اتفاقية 1954 بشأن وضع الأشخاص عديمي الجنسية لتغطية الأشخاص عديمي الجنسية الذين ليسوا لاجئين وبالتالي لا يندرجون في نطاق الاتفاقية الخاصة بوضع اللاجئين.

## انعدام الجنسية قبل الحرب العالمية الثانية
في الوقت الذي تُعرّف فيه إحدى حالات انعدام الجنسية في "البروتوكول الخاص بحالة معينة من انعدام الجنسية" الذي تم الاتفاق عليه في لاهاي في 12 نيسان/أبريل 1930على الشكل الآتي: "في أي من الدول التي لا تمنح جنسيتها بحكم القانون لدى الولادة لمن يولد في إقليمها، يجب إعطاء جنسية الدولة المذكورة للمولود الذي يولد على أراضيها، والذي تحمل والدته جنسية الدولة في حين لا يحمل والده جنسية الدولة أو يحمل جنسية مجهولة". ومع الوقت، أقدم عدد كبير من الموقّعين على تعديل قوانينهم ليضمنوا الحفاظ على هذه القاعدة. (فعلى سبيل المثال، يقضي قانون الحصول على الجنسية الأسترالية بأن الطفل الذي يولد في البلاد ينال الجنسية إن كان أيّ من والديه يحمل الجنسية الأسترالية). ولكن، على الرغم من ذلك، بقيت حالات كثيرة غامضة أو لم يأت على ذكرها القانون وذلك يعود بشكل رئيسي إلى حقيقة أن الشخص لم يكن يحمل دائمًا جنسية والديه، أو ولد في مكان ما ولم يحصل دائمًا على جنسية تلك الدولة."   
وتولى مكتب نانسين الدولي للاجئين، وهو منظمة تابعة لعصبة الأمم، أمور اللاجئين دوليًا في مناطق الحروب من عام 1930 إلى 1939. ونال جائزة نوبل للسلام عام 1938. وتم الاعتراف دوليًا بجوازات سفر نانسين التي صمّمها مؤسسه فريتيوف نانسين عام 1922 على أنها بطاقات هوية كانت عصبة الأمم قد أصدرتها في بادئ الأمر للاجئين عديمي الجنسية. وفي عام 1942، اعترفت بها حكومات 52 بلدًا كوثيقة السفر الأولى للاجئين.

## خلفية أعمال الأمم المتحدة الرامية إلى معالجة مشكلة انعدام الجنسية
سلّطت حالات الهجرة القسرية الناتجة عن عدم الاستقرار السياسي خلال الحرب العالمية الثانية وتبعاتها المباشرة الضوء على الأبعاد الدولية للمشاكل الناتجة عن أعداد النازحين غير المسبوقة بما في ذلك أولئك الذين أصبحوا بالفعل عديمي الجنسية.
تؤكد المادة 15 من الإعلان العالمي لحقوق الإنسان، الذي اعتمدته الجمعية العامة للأمم المتحدة في شهر كانون الأول/ديسمبر من عام 1948 على أنه:
- لكل شخص الحق في الجنسية
- لا يجوز حرمان أي شخص من جنسيته ولا من حقه في تغيير جنسيته بشكلٍ تعسفي.

في الجلسة الرابعة للجمعية العامة للأمم المتحدة التي امتدت من تشرين الأول/أكتوبر إلى كانون الأول/ديسمبر من عام 1949، أدرجت لجنة القانون الدولي موضوع «الجنسية، بما في ذلك انعدام الجنسية» في جدول مواضيع القانون الدولي التي وقع الاختيار عليها لتدوّن. وبعد ذلك بفترة وجيزة، وبناءً على طلب «المجلس الاقتصادي والاجتماعي التابع للأمم المتحدة» في جلسته الحادية عشرة، أعطي هذا البند الأولوية.
وقّعت الاتفاقية الخاصة بوضع اللاجئين في 28 تموز/ يوليو 1951. وكان الهدف منها في بادئ الأمر أن تغطي «اللاجئين وعديمي الجنسية»، إلا أنه لم يتم التوصل لإبرام اتفاقية في هذا الخصوص.
أصدرت لجنة القانون الدولي في جلستها الخامسة التي عُقدت عام 1953 مسودة اتفاقية بشأن إلغاء انعدام الجنسية في المستقبل ومسودة اتفاقية أخرى بشأن خفض حالات انعدام الجنسية في المستقبل. وصادق المجلس الاقتصادي والاجتماعي التابع للأمم المتحدة على كلّ من هاتين المسودّتين.
وقّعت اتفاقية 1954 بشأن وضع الأشخاص عديمي الجنسية في أيلول/سبتمبر 1954. (اتفاقية وضع عديمي الجنسية). وأتمّ هذا الأمر عمل اتفاقية اللاجئين غير المكتمل الذي بدأت به قبل ثلاث سنوات.
وفي 4 كانون الأول/ديسمبر 1954، اعتمدت الجمعية العامة للأمم المتحدة كلتي المسودتين بموجب هذا القرار كقاعدة لتحقيق هدفها والتوصل إلى عقد مؤتمر المندوبين المفوضين وإلى إبرام اتفاقية نهائية.

## المبادئ العامة
تعمل الاتفاقية على وضع معايير جمع الفوانين وتأكيد بعض الافتراضات والمبادئ التي ينصّ عليها القانون الدولي العرفي الذي كان نافذًا عند إبرام هذه الاتفاقية. وتتضمن هذه المعايير ما يلي:
- تتمتع الدول بالسيادة المطلقة في منح جنسيتها لأي شخص ولأي سبب كان.
- وإلا يحق لعديمي الجنسية بالحصول على جنسية مكان ولادتهم أو المكان الذي تم العثور عليهم فيه (إن كان عديم الجنسية لقيطًا)، وإلا يحق لهم بالحصول على جنسية أحد الوالدين (وقد يضطرون إلى البقاء في تلك الدولة الدولة لفترة تجريبية في الحالتين).
- ويتعين على عديم الجنسية الانتظار لفترة محددة بعد بلوغه سن الرشد لكي يحق له في المطالبة بالاستفادة من الاتفاقية. وتمتد هذه الفترة على ثلاث سنوات على الأقل من بلوغ عديم الجنسية سن الثامنة عشر.
- يحق لأولياء الأمر أن يطالبوا بالنيابة عن أولادهم بالاستفادة من هذه الاتفاقية.
- يحق للدول أن تفرض على الأشخاص الذين كانوا ليعتبروا عديمي الجنسية لولا ذلك الإقامة لفترة محددة تجريبية في البلاد. وتمتد هذه الفترة على خمس سنوات كحد أقصى قبل تقديم طلب الحصول على الجنسية مباشرة وتمتد في مجملها على عشر سنوات كحد أقصى.
- يحد أي سلوك غير لائق أو إجرامي من قدرة الفرد على الاستفادة من بنود هذه الاتفاقية.
- يحق للطفل الذي يولد على متن سفينة أو طائرة أن يحمل جنسية العلم الذي يرفرف على هذه السفينة أو الطائرة.

## كيفية عمل الاتفاقية على خفض حالات انعدام الجنسية
في ما يتعلق بالدول المتعاقدة:
- تمنح كل دولة متعاقدة جنسيتها للشخص الذي يولد ضمن حدودها ويكون لولا ذلك عديم الجنسية.
- يجب أن تتم عملية انتقال ملكية الأراضي بين الدول بطريقة تضمن ألا يصبح الأشخاص المقيمين في الأراضي التي انتقلت ملكيتها عديمي الجنسية. عندما تنتقل ملكية إقليم إلى دولة ما، فمن المفترض أن يحصل سكان هذه الأراضي على جنسية هذه الدولة.
- يجوز للأشخاص الذين يعتبرون لولا ذلك عديمي الجنسية أن يحصلوا على جنسية أحد والديهم (ومن المحتمل أن تفرض عليهم فترة إقامة مسبقة لا تزيد عن ثلاث سنوات).
- في غياب الاحتيال أو التضليل في تقديم طلبات الحصول على جنسية الدولة المتعاقدة، لا يدخل حرمان الأشخاص من الحصول على الجنسية أو تجريدهم من جنسياتهم حيّز التنفيذ إلا حيثما يحمل المرء أو يحصل لاحقًا على جنسية أخرى بديلة.
- ستصدر المفوضية السامية للأمم المتحدة لشؤون اللاجئين وثائق سفر كإثبات للجنسية للأشخاص الذين يعتبرون عديمي الجنسية لولا ذلك والذين يطالبون بالحصول على الجنسية بموجب الاتفاقية.

أبرز أحكام الاتفاقية
إن مواد الاتفاقية الـ21 مذكورة أدناه بإيجاز:
المادة 1 (1)
تمنح كل دولة متعاقدة جنسيتها للشخص الذي يولد في إقليمها ويكون لولا ذلك عديم الجنسية. (وفقًا لأحكام المادة 1(2))،
قد يمنح المرء الجنسية عند الولادة بحكم القانون لدي الولادة، أو بناء علي طلب يقدم إلي السلطة المختصة من قبل الشخص المعني أو بالنيابة عنه.
المادة 1 (2)
لا يصبح المرء أهلًا للحصول على الجنسية لكونه قد ولد في البلاد قبل أن يتمّ الحادية والعشرين من العمر على الأقل وفقًا لأحكام المادة 1 (1)،
ولتمنح الدولة المتعاقدة الجنسية لمن ولد فيها، يحق لها أن تطلب دليلًا على أن الشخص المعني قد أقام بصورة معتادة في إقليم الدولة المتعاقدة لمدة لا يجاوز مجموعها عشر سنوات ولا يجاوز شطرها الذي يسبق مباشرة تقديم الطلب خمس سنوات،
وقد يكون حصول المرء على جنسية البلاد التي ولد فيها مشروطًا بألا يكون الشخص المعني قد أدين بجريمة ضد الأمن القومي أو حكم عليه بالسجن خمس سنوات في الشطر الذي يسبق مباشرة تقديم الطلب أو أكثر لفعل جنائي. وقد يحصل المرء على جنسية الدولة التي ولد فيها لكونه قد ظل على الدوام عديم الجنسية.
المادة 1 (3)
يمنح الطفل المولود في رباط الزواج في إقليم الدولة المتعاقدة من أم تحمل جنسيتها، هذه الجنسية لدي الولادة إذا كان سيغدو، لولا ذلك، عديم الجنسية.
المادة 1 (4)
تمنح الدولة المتعاقدة جنسيتها لأي شخص يكون لولا ذلك عديم الجنسية ويكون أحد أبويه بتاريخ ولادته متمتعا بهذه الجنسية، إذا كان، بحكم تجاوزه السن المحددة لتقديم طلبه أو عدم استيفائه لشروط الإقامة المقتضاة، لم يستطع اكتساب جنسية الدولة المتعاقدة التي ولد في إقليمها.
المادة 1 (5)
للدولة المتعاقدة أن تجعل منح جنسيتها وفقا لأحكام الفقرة 4 من هذه المادة مرهونا بواحد أو أكثر من الشروط التالية:
أن يقدم الطلب قبل بلوغ الطالب سنا تحدده الدولة المتعاقدة، لا يجوز أن يكون أقل من 23 عاما،
أن يكون الشخص المعني قد أقام بصورة معتادة في إقليم الدولة المتعاقدة خلال فترة تسبق مباشرة تقديم الطلب، تحددها الدولة المتعاقدة علي ألا تتجاوز ثلاث سنوات،
أن يكون الشخص المعني قد ظل علي الدوام عديم الجنسية.
المادة 2
ما لم يثبت العكس، يعتبر اللقيط الذي يعثر عليه في إقليم دولة متعاقدة مولودا في هذا الإقليم من أبوين يحملان جنسية هذه الدولة.
المادة 3
لأغراض تحديد التزامات الدول المتعاقدة في إطار هذه الاتفاقية، يعتبر المولود علي متن باخرة أو طائرة مولودا في إقليم الدولة التي ترفع الباخرة علمها أو التي تكون الطائرة مسجلة فيها، تبعا للحالة.
المادة 4
تمنح كل دولة متعاقدة جنسيتها لأي شخص لم يولد في إقليم دولة متعاقدة ويكون لولا ذلك عديم الجنسية، إذا كان أحد أبويه بتاريخ ولادته متمتعا بجنسية تلك الدولة الأولي.
ويحق له أن يقدم الطلب قبل بلوغ الطالب سنا تحدده الدولة المتعاقدة، ولا يجوز أن يكون أقل من 23 عاما. وقد يُطلب أن يكون الشخص المعني قد أقام بصورة معتادة في إقليم الدولة المتعاقدة خلال فترة تسبق مباشرة تقديم الطلب، تحددها الدولة المتعاقدة علي ألا تتجاوز ثلاث سنوات. وقد يُرفض الطلب إذا كان الشخص المعني قد أدين بجريمة ضد الأمن القومي.
المادة 5
إذا كان قانون الدولة المتعاقدة يرتب فقدان الجنسية علي أي تغيير في الوضع الشخصي، كالزواج أو انقضاء الزواج، أو إثبات النسب، أو الاعتراف بالنسب، أو التبني، يتوجب جعل هذا الفقدان مشروطا بحيازة أو اكتساب جنسية أخرى. إذا كان المولود خارج رباط الزواج، وفقا لتشريع الدولة المتعاقدة، يفقد جنسية هذه الدولة كنتيجة للاعتراف بنسبه، يتوجب أن توفر له إمكانية استرداد هذه الجنسية بطلب خطي يقدم إلي السلطة المختصة ولا يجوز للشروط التي يخضع لها هذا الطلب أن تكون أشد صرامة من تلك المنصوص عليها في الفقرة 2 من المادة 1 من هذه الاتفاقية.
المادة 6
إذا كان تشريع الدولة المتعاقدة ينص علي أن فقدان الشخص لجنسيته أو تجريده منها يستتبع فقدان زوجه أو أولاده هذه الجنسية، يتوجب جعل هذا الفقدان مشروطا بحيازة أو اكتساب جنسية أخرى.
المادة 7
إذا كان تشريع الدولة المتعاقدة يرتب فقدان الجنسية أو التخلي عنها، لا يجوز لهذا التخلي أن يفضي إلي فقدان هذه الجنسية إلا إذا كان الشخص المعني يحوز، أو اكتسب، جنسية أخرى (الاستثناءات: وعدم تقييد حرية تنقل المواطنين داخل البلد، وعدم تقييد عودة المواطنين إلى بلدهم، وعدم تقييد قدرة الشخص على التماس اللجوء).
المادة 8
تمتنع الدول المتعاقدة عن تجريد أي شخص من جنسيته إذا كان من شأن هذا التجريد أن يجعله عديم الجنسية. (الاستثناءات: يمكن تجريد الشخص من جنسية الدولة المتعاقدة إذا  خالف أحكام الاتفاقية، إذا حصل علي الجنسية بتقديم بيانات كاذبة أو بالاحتيال،  أن يكون الشخص، متصرفا علي نحو يناقض واجبه في الولاء للدولة المتعاقدة).
المادة 9
لا يجوز للدول المتعاقدة تجريد أي شخص أو أية مجموعة من الأشخاص من جنسيتهم لأسباب عنصرية أو اثنيه أو دينية أو سياسية.
المادة 10
يجب أن تتضمن أية معاهدة تعقد بين دولة متعاقدة وتنص علي نقل إقليم ما أحكامًا تستهدف ضمان عدم تعرض أي شخص لأن يصبح عديم الجنسية بفعل هذا النقل.
في حالة عدم إيراد هذه الأحكام، يكون علي الدولة المتعاقدة التي نقل لها إقليم ما، أو اكتسبت إقليما علي نحو آخر أن تمنح جنسيتها للأشخاص الذين سيكونون لولا ذلك عديمي الجنسية بفعل هذا النقل أو الاكتساب.
المادة 11
يستطيع الأشخاص الذين يطالبون بالإفادة من هذه الاتفاقية أن يلجأؤا إلى المفوضية السامية للأمم المتحدة لشؤون اللاجئين.
المادة 12
تنطبق علي الأشخاص المولودين قبل بدء نفاذ هذه الاتفاقية أو بعده. (الاستثناء: لا تنطبق إلا علي اللقطاء الذين يعثر عليهم في إقليم دولة متعاقدة بعد بدء نفاذ هذه الاتفاقية في تلك الدولة).
المادة 13
لا يجوز تأويل هذه الاتفاقية علي نحو يمس أية أحكام أكثر عونا علي خفض حالات انعدام الجنسية.
المادة 14
أي نزاع ينشأ بين الدول المتعاقدة حول تفسير هذه الاتفاقية أو تطبيقها، وتتعذر تسويته بوسائل أخرى، يحال إلي محكمة العدل الدولية بناء علي طلب أي من الأطراف فيه.
المادة 15
تنطبق هذه الاتفاقية علي جميع الأقاليم غير المتمتعة بالحكم الذاتي، والموضوعة تحت الوصاية، والمستعمرة، والأقاليم غير المتروبولية الأخرى التي تكون أية دولة متعاقدة مسؤولة عن علاقاتها الدولية.
المواد 16 إلى 21
عملية التوقيع والمصادقة على الاتفاقية.

## الدول المتعاقدة
اعتبارًا من نهاية شهر أيار/مايو 2016، صادقت 67 دولة على الاتفاقية أو قبلت بها. وفي المقابل، صادقت 145 دولة على الاتفاقية الخاصة بوضع اللاجئين.

## وصلات خارجية
- Full Convention text
- Signatures and ratifications
- Map showing State Parties
- Declarations and Reservations to the Convention as of 20 September 2006
- Introductory note by Guy S. Goodwin-Gill and procedural history note on the Convention on the Reduction of Statelessness in the Historic Archives of the United Nations Audiovisual Library of International Law